# Vilém Nosek
Vilém Nosek (30. ledna 1916 Líně –  11. června 1944 Washington) byl český pilot 312. československé stíhací perutě.

## Život

### Před druhou světovou válkou
Vilém Nosek se narodil 30. ledna 1916 v Líních na Plzeňsku. V rodné vsi vychodil obecnou školu, dále čtyři roky měšťanské školy a mezi lety 1931 a 1935 čtyři roky školy pokračovací v oboru písmomalíř. V roce 1932 se přestěhoval do Plzně, kde se stal členem místního aeroklubu a kde získal první letecké dovednosti. Po nástupu prezenční vojenské služby vystudoval v roce 1937 poddůstojnickou školu a kurz pro letecké mechaniky. V Československé armádě sloužil i po skončení prezenční služby jako letecký mechanik do roku 1939.

### Druhá světová válka
Po německé okupaci opustil Vilém Nosek 14. června 1939 ilegálně Protektorát Čechy a Morava a přes Polsko odešel do Francie, kde vstoupil do cizinecké legie. Po vypuknutí druhé světové války byl ze závazku uvolněn a 10. září 1939 zařazen k letecké skupině Československé armády v zahraničí. Absolvoval výcvik a poté působil jako letecký mechanik u francouzské stíhací skupiny II/5 v Chartres. Po pádu Francie v červnu 1940 se přes Alžírsko evakuoval do Spojeného království, kam dorazil 5. srpna. Dne 13. srpna 1940 byl přijat do Royal Air Force a po patřičném výcviku byl 5. září přiřazen k 312. československé stíhací peruti opět jako letecký mechanik. Na vlastní žádost byl v roce 1942 zařazen do pilotního výcviku mj. i do Kanady, který ukončil 5. května 1944, kdy se navrátil zpět k 312. peruti. Dne 11. června 1944 ztratil při návratu s malým množstvím paliva z patroly nad Lamanšským průlivem orientaci a v mlze se svým strojem Supermarine Spitfire LF Mk.IXC MJ840 DU-L narazil do úbočí vrchu Barnsfarm Hill u vesnice Washington a zahynul. Pohřben byl 16. června v Chichesteru. Dosáhl hodnosti rotmistra.

## Ocenění

### Vyznamenání
- Československá medaile Za chrabrost před nepřítelem
- Československý válečný kříž 1939

### Posmrtná ocenění
- Vilém Nosek byl v roce 1991 in memoriam povýšen do hodnosti plukovníka
- Vilému Noskovi byla v rodných Líních odhalena pamětní deska